# Quo graviora (encíclica)
Quo graviora es una encíclica del papa Gregorio XVI, publicada el 4 de octubre de 1833, que estuvo dirigida a los Obispos de la provincia eclesiástica de Alta Renania con el fin de quejarse respecto a las reformas que se estaban llevando a cabo en dicha región, siguiendo por cierto los planteamientos que ya Pío VIII había esgrimido en un breve apostólico de 25 de marzo de 1830.
El pontífice comienza señalando que la desobediencia a la autoridad de la Santa Sede es una enfermedad grave que se ha extendido, tomando como referente la carta de su predecesor que instaba a tutelar los derechos de la Iglesia y la defensa de la santa doctrina; en particular, el prelado se queja contra el sacerdote Franz-Ludwig Mersy (1785-1843), quien en varias publicaciones había abogado por reformas dentro de la iglesia, redactando diversas críticas y un texto titulado «¿Son necesarias reformas en la Iglesia Católica?» (1833), que precisamente es mencionado en este documento.